# Дикамилло, Брэндон
Брэндон Дикамилло (англ. Brandon DiCamillo; род. 15 ноября 1976; Уэст-Честер, Пенсильвания) — американский актёр.

## Биография
В юности Дикамилло работал в универмаге «Нейман Маркус». Позже он вместе с Бэмом Марджерой стал членом команды CKY Crew.
В 2000—2002 годах он был участником шоу «Чудаки», а в 2003—2006 годах снимался в шоу Марджеры Viva la Bam. В 2003 году он также снялся в фильме Марджеры «Хаггард».
Дикамилло является вокалистом группы Gnarkill.

## Фильмография
| Год  |    | Русское название     | Оригинальное название          | Роль                      |
| ---- | -- | -------------------- | ------------------------------ | ------------------------- |
| 2001 | в  | —                    | Destroying America             | н/д                       |
| 2003 | в  | Хаггард              | Haggard: The Movie             | разные персонажи          |
| 2008 | ф  | Рестлер              | The Wrestler                   | зритель в зале            |
| 2008 | ф  | Кастрюля с хотдогами | Hotdog Casserole               | Глен Батлер               |
| 2009 | ф  | —                    | Minghags                       | разные персонажи          |
| 2010 | ф  | Занзибарские вампиры | The Vampires of Zanzibar       | лорд Уизел Титтис         |
| 2012 | ки | —                    | Trials Evolution               | н/д                       |
| 2013 | с  | —                    | Race Riot: A Culture Challenge | судья / специальный гость |
| 2014 | ф  | —                    | Borrowed Happiness             | Даррен                    |

## Дискография
- CKY Vol. 2 (1999)
- Otimen Recording Hell! (A.K.A. Bran’s Freestyles) (2001)
- Gnarkill (2002)
- Gnarkill vs. Unkle Matt and the ShitBirdz (2006)
- Gnarkall Prank Calls, Vol. 1 (2010)
- Gnarkall Prank Calls, Vol. 2 Assault on Call Waiting (2010)
- Gnarkall Prank Calls, Vol. 3 Spring Time Cootchie (2010)
- Gnarkall Prank Calls, Vol. 4 Pleasures Treasures (2010)
- Brandon Dicamillo, Pizza Pasta Pizzelle 1 (2012)
- Brandon Dicamillo, Pizza Pasta Pizzelle 2 (2012)